# Cativá
Cativá – portowe miasto w środkowej Panamie, w prowincji Colón. W 2008 r. miasto to zamieszkiwało 34 282 osób.